# Prudkí (Khabàrovsk)
|  | Per a altres significats, vegeu «Prudkí». |

Prudkí (en rus: Прудки) és un poble del krai de Khabàrovsk, a l'Extrem Orient de Rússia. El 2012 tenia 130 habitants. Pertany al districte rural de Lazó.